# RRA Awards 2011
 (février 2015).
Si vous disposez d'ouvrages ou d'articles de référence ou si vous connaissez des sites web de qualité traitant du thème abordé ici, merci de compléter l'article en donnant les références utiles à sa vérifiabilité et en les liant à la section « Notes et références ».
Le România Actualități Awards 2011 (abrégé RRA Awards) s’est tenu le 13 mars 2011 dans le hall de la Société Roumaine de Radiodiffusion. Les récompenses sont annuelles et attribuées par Radio România Actualități, la principale radio en Roumanie. La cérémonie a été diffusée sur plusieurs radios nationales, mais aussi en ligne et sur la chaîne télévisée TVR International.
La chanteuse Inna collecte le plus grand nombre de nominations : Artiste de l’année, Meilleur artiste pop/dance, Meilleur album pop/dance, et Meilleure chanson pop/dance. Elle est suivie de Alex, Ștefan Bănică, Jr., Smiley, Paula Seling, Nico and Mădălina Manole, avec chacun trois nominations.